# Saint-Nicolas-la-Chapelle (Savoie)
Pour les articles homonymes, voir Saint-Nicolas-la-Chapelle.
Ne pas confondre avec la station de sports d'hiver de Flumet - Saint-Nicolas-la-Chapelle.
Saint-Nicolas-la-Chapelle est une commune française située dans le département de la Savoie, en région Auvergne-Rhône-Alpes. Le territoire communal accueille une station de sports d'hiver, Flumet - Saint-Nicolas-la-Chapelle.

## Géographie
Situé au cœur du haut val d'Arly en Savoie, le village se trouve à 15 minutes de Megève et 15 minutes d’Ugine dont il est séparé par les gorges de l'Arly. Situé en face du mont Blanc et au pied du mont Charvin, il a gardé son aspect sauvage et préservé son authenticité attirant de nombreux tournages de films (La Jeune Fille et les Loups, Le crime est notre affaire...). La commune fait partie de l'aire de production de l'appellation fromagère de Beaufort.

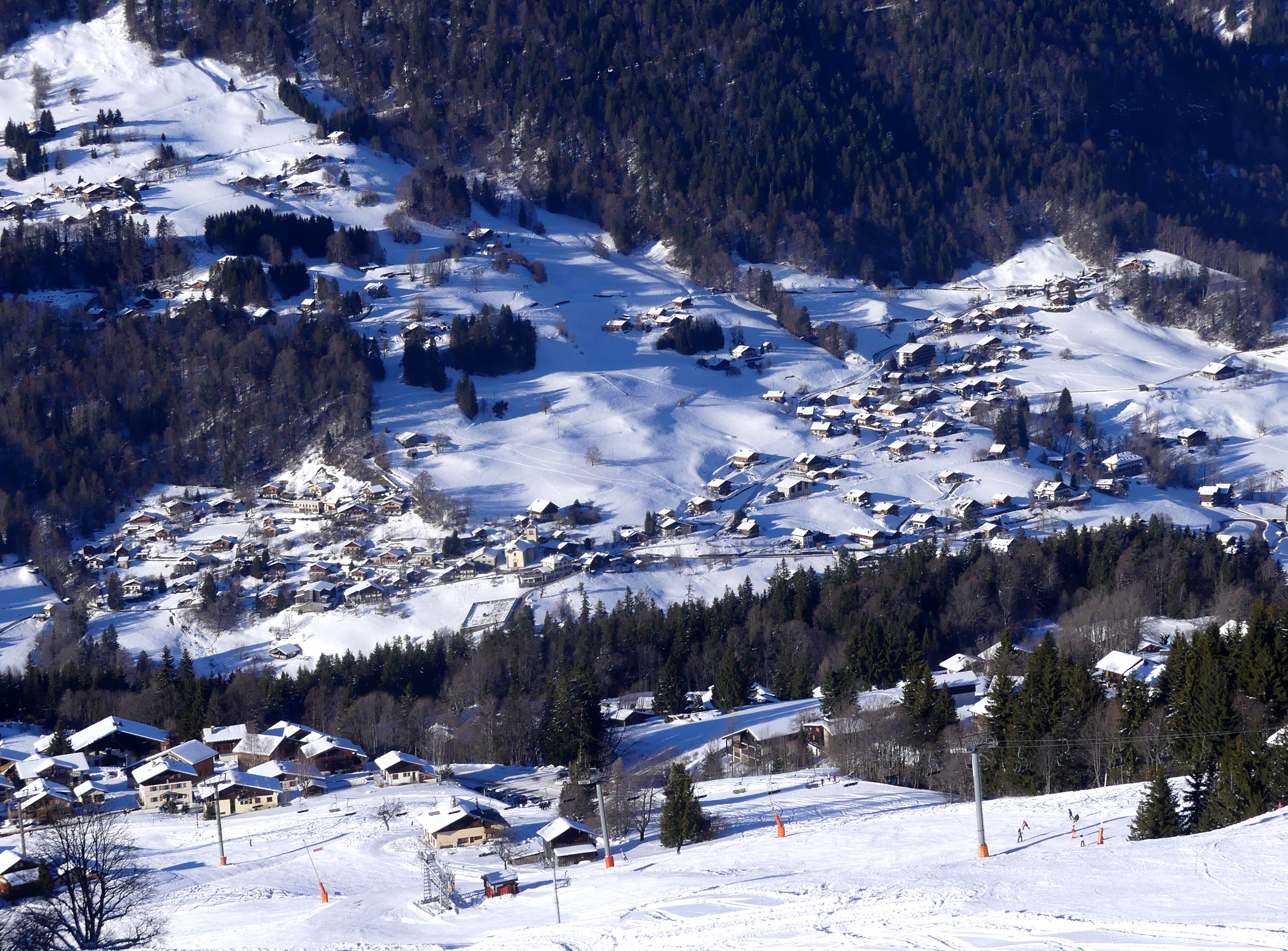
Vue depuis Crest-Voland.
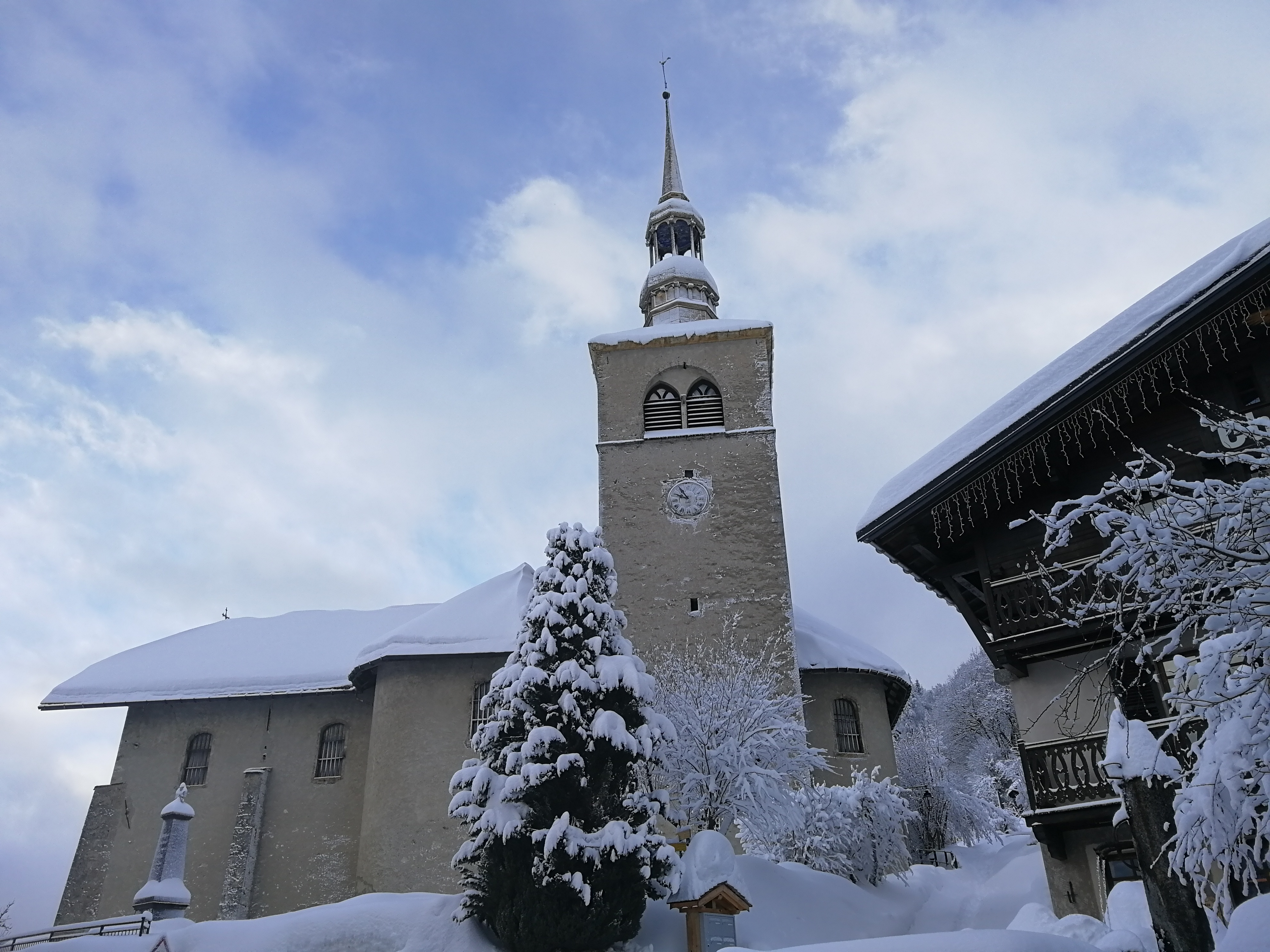
Saint-Nicolas-la-Chapelle sous la neige.
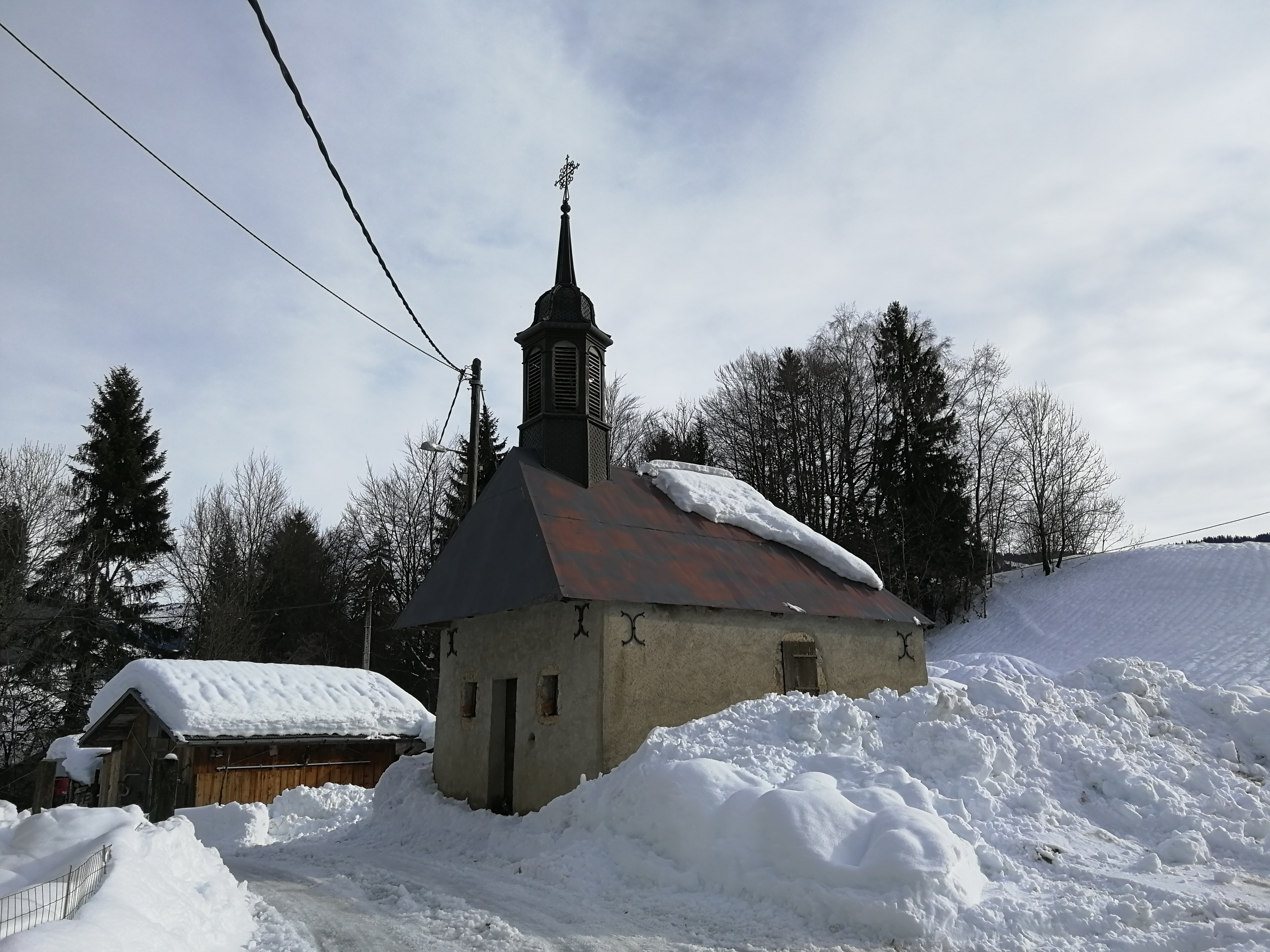
Chapelle située au lieu-dit du Passieu, à 2 km du bourg.

## Urbanisme

### Typologie
Au 1er janvier 2024, Saint-Nicolas-la-Chapelle est catégorisée commune rurale à habitat dispersé, selon la nouvelle grille communale de densité à sept niveaux définie par l'Insee en 2022.
Elle appartient à l'unité urbaine de Sallanches, une agglomération inter-départementale regroupant douze  communes, dont elle est une commune de la banlieue,,. Par ailleurs la commune fait partie de l'aire d'attraction de Saint-Gervais-les-Bains, dont elle est une commune de la couronne,. Cette aire, qui regroupe 7 communes, est catégorisée dans les aires de moins de 50 000 habitants,.

### Occupation des sols
L'occupation des sols de la commune, telle qu'elle ressort de la base de données européenne d’occupation biophysique des sols Corine Land Cover (CLC), est marquée par l'importance des forêts et milieux semi-naturels (88,6 % en 2018), en diminution par rapport à 1990 (91,2 %). La répartition détaillée en 2018 est la suivante : 
forêts (46,8 %), milieux à végétation arbustive et/ou herbacée (29,6 %), espaces ouverts, sans ou avec peu de végétation (12,1 %), zones agricoles hétérogènes (8,2 %), zones urbanisées (2,1 %), prairies (1,2 %).
L'IGN met par ailleurs à disposition un outil en ligne permettant de comparer l’évolution dans le temps de l’occupation des sols de la commune (ou de territoires à des échelles différentes). Plusieurs époques sont accessibles sous forme de cartes ou photos aériennes : la carte de Cassini (XVIIIe siècle), la carte d'état-major (1820-1866) et la période actuelle (1950 à aujourd'hui).

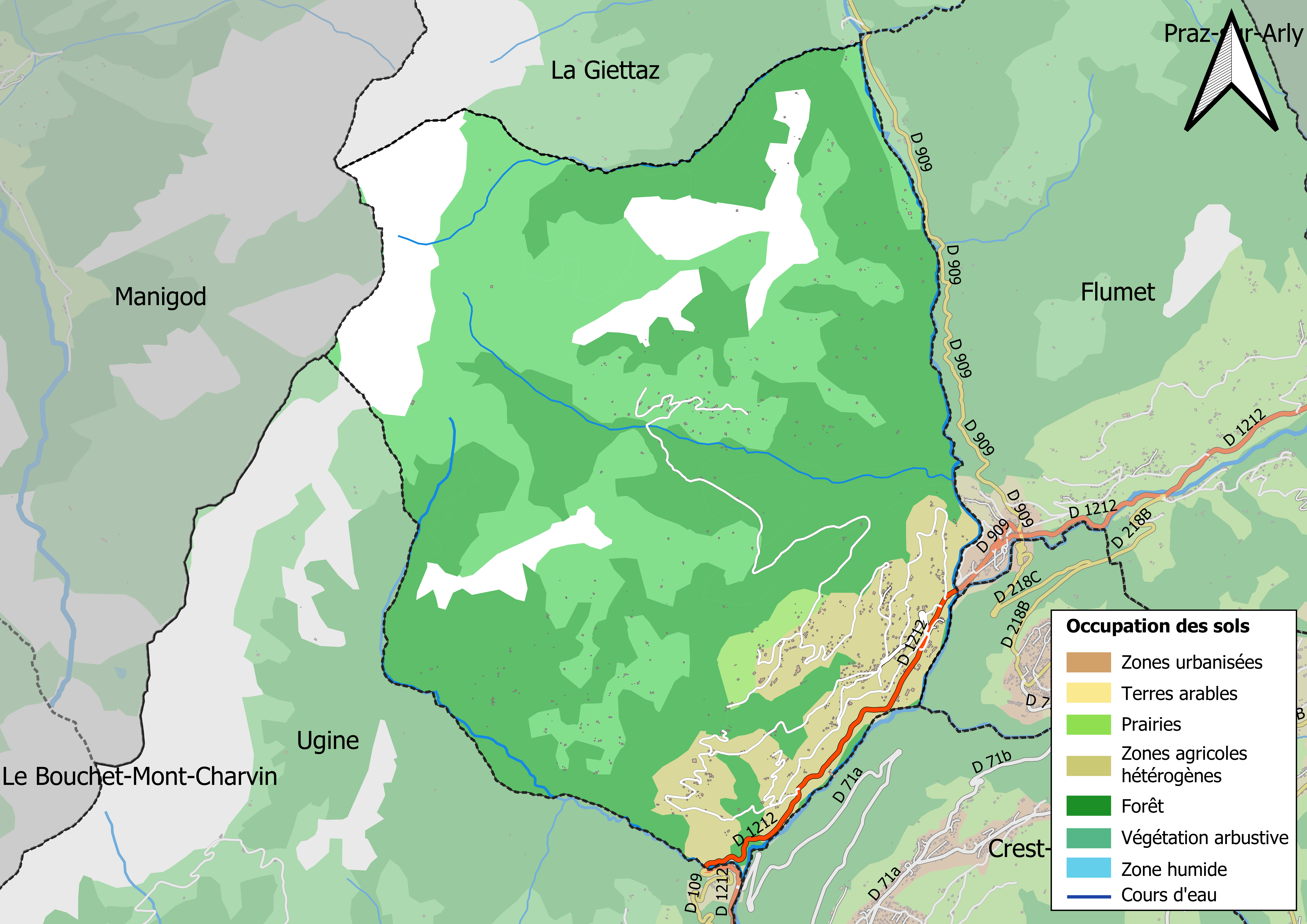
Carte des infrastructures et de l'occupation des sols en 2018 (CLC) de la commune.
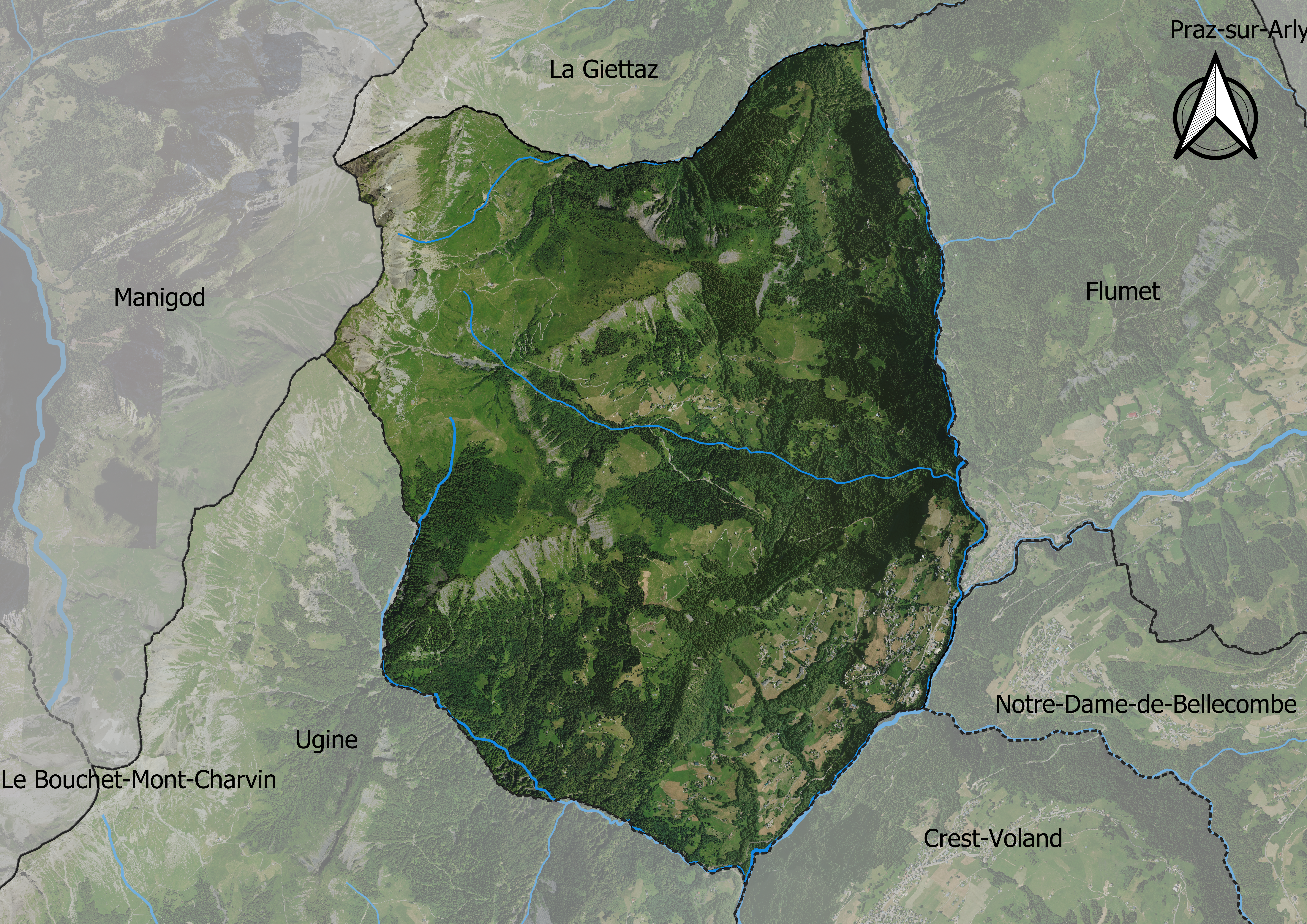
Carte orthophotogrammétrique de la commune.

## Toponymie
En francoprovençal, le nom de la commune s'écrit San Nkolè (graphie de Conflans) ou Sant-Nicolas (ORB).

## Histoire

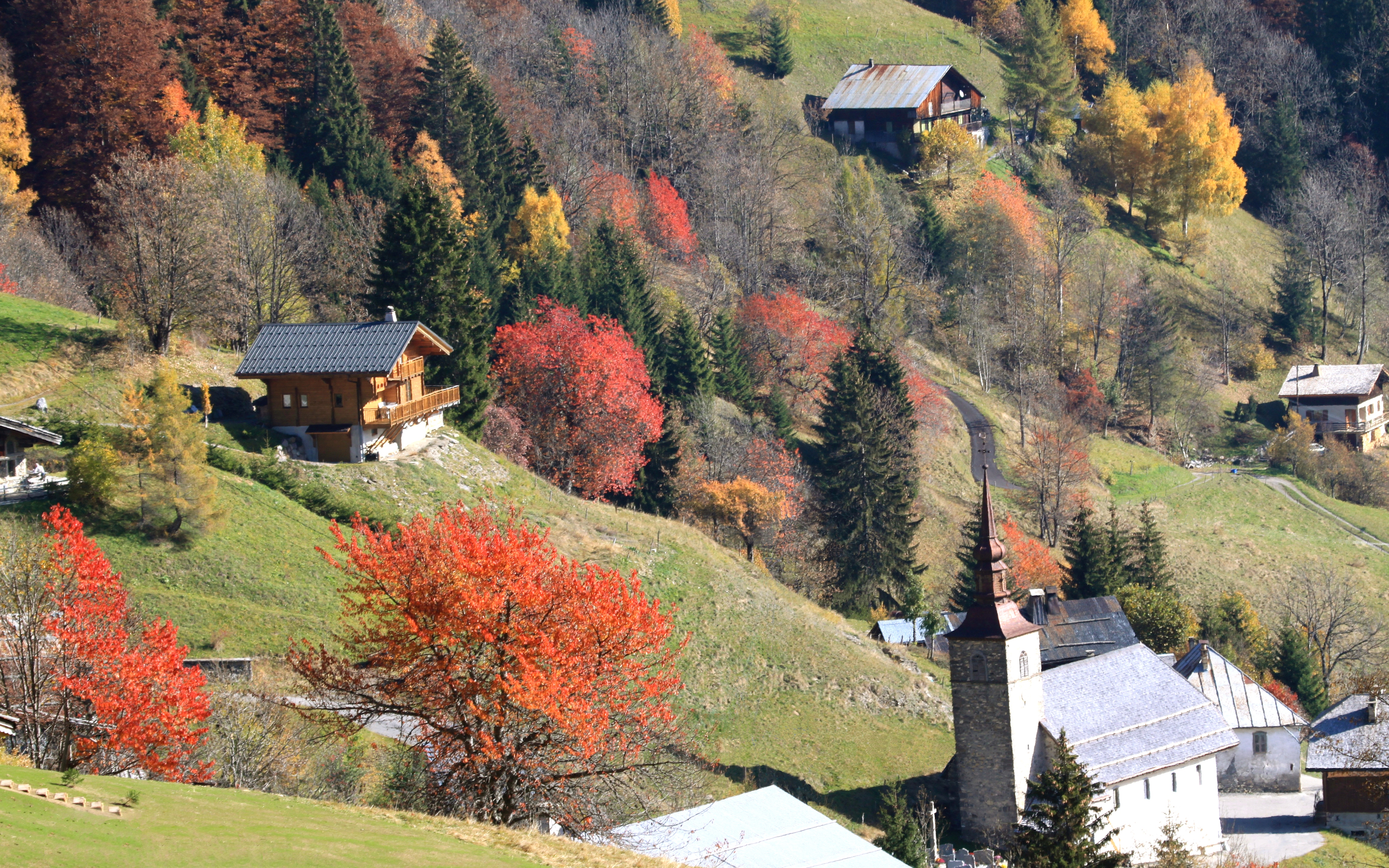
Vue du hameau de Chaucisse en automne

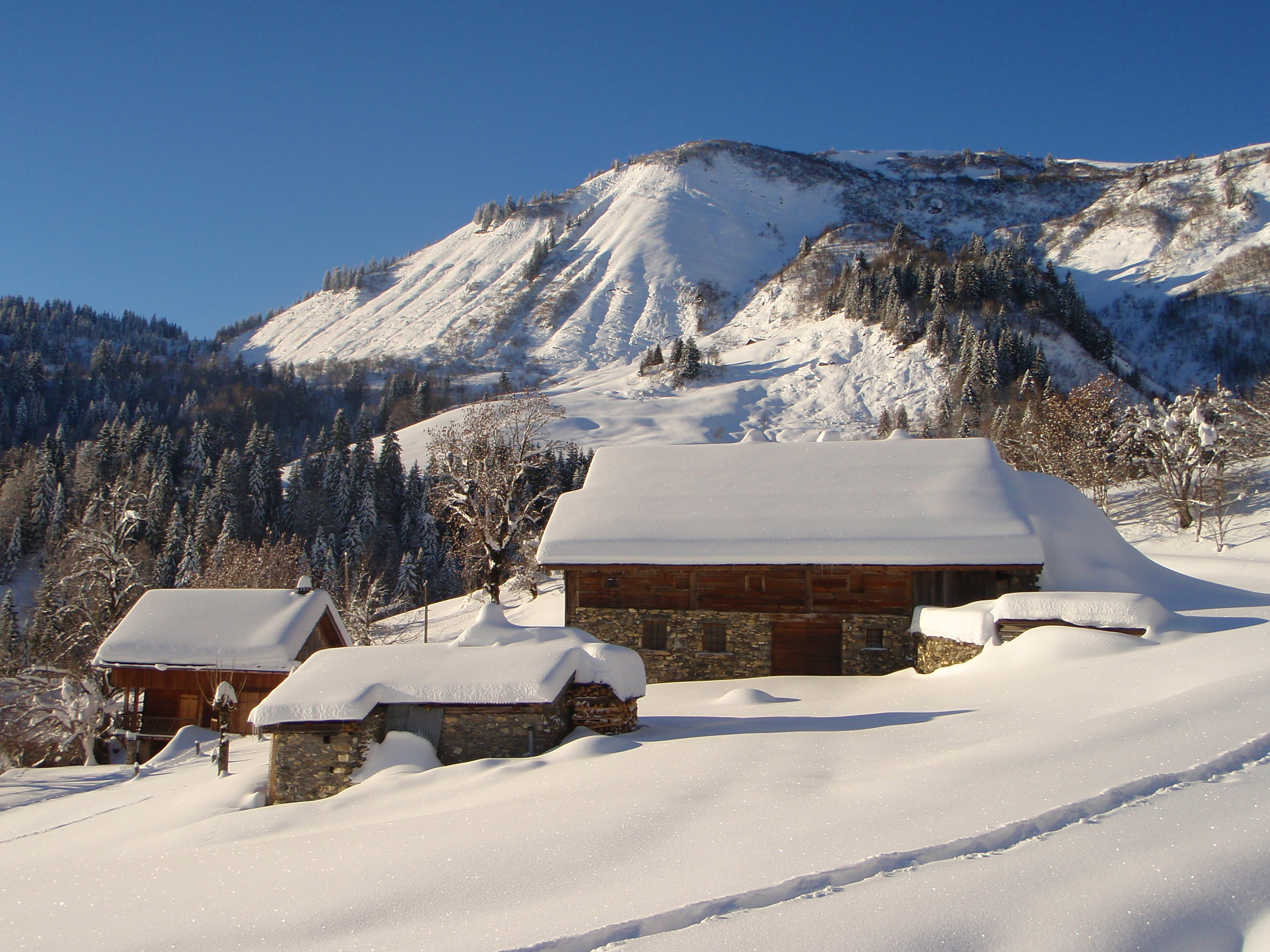
Chaucisse sous la neige

Le territoire actuel de la commune dépendant du prieuré bénédictin de Megève, lui-même rattaché à l'Abbaye Saint-Michel-de-la-Cluse. Saint-Nicolas-la-Chapelle se détacha de cette tutelle, au XIVe siècle, par la construction d'une église paroissiale. Peu de choses nous sont parvenus concernant l'histoire ancienne de la paroisse. Saint François de Sales vint y prêcher le 20 juillet 1606. L'édifice ancien, en piteux état, fut reconstruit entre 1774 et 1776, sous la direction du curé Jean-François Crottet (1744-1792) avec le soutien financier des Pères Jésuites de Chambéry et l'Économat Royal de Turin. Des statues de Bienheureux Amédée IX et de Saint Victor fut placées de part et d'autre de l'autel en l'honneur du roi Victor-Amédée III qui avait soutenu le financement de l'église.
Le hameau de Chaucisse s'étale sur des contreforts en surplomb de Saint-Nicolas. L'accès au hameau était jadis très difficile de par l'absence de route. En 1777, le curé de Saint-Nicolas, le père Crottet, ne donna pas suite à une demande des habitants du hameau d'y construire une église afin de leur éviter une difficile marche jusqu'à l'église paroissiale, particulièrement périlleuse en hiver. En 1815, un natif du hameau, Joachim Dumax, revient s'y mettre au vert, sur l'avis de ses médecins, cinquante ans après l'avoir quitté. Devenu rentier à Paris, après une longue carrière de chef cuisinier au service du Maréchal Berthier, il est profondément marqué par la pauvreté et la vie difficile des habitants de son hameau natal et souhaite leur venir en aide. Il fait ainsi construire une école pour éviter aux enfants les nombreuses heures de marche afin de se rendre à l'école communale. Il fait ensuite ériger une chapelle puis demande à l'évêque d'Annecy la nomination d'un prêtre régent. Le 2 juin 1827, l'évêque accorde l'établissement de la paroisse de Chaucisse et le premier curé y arrive le 12 août suivant.

## Politique et administration
| Période                                  | Période  | Identité               | Étiquette | Qualité |
| ---------------------------------------- | -------- | ---------------------- | --------- | ------- |
| 1955                                     | 1982     | Raymond Ouvrier Buffet |           |         |
| 1982                                     | 1995     | Joseph Jiguet Covex    |           |         |
| 1995                                     | 2002     | Leon Robert Rimbod     |           |         |
| 2002                                     | 2008     | Christian Contamin     |           |         |
| 2008                                     | 2014     | Bruno Desmarest        |           |         |
| 2014                                     | 2020     | Georges Meunier        |           |         |
| 2020                                     | En cours | Ghislaine Joly         |           |         |
| Les données manquantes sont à compléter. |          |                        |           |         |

## Démographie
Ses habitants sont appelés les Colataines et les Colatains.

L'évolution du nombre d'habitants est connue à travers les recensements de la population effectués dans la commune depuis 1793. Pour les communes de moins de 10 000 habitants, une enquête de recensement portant sur toute la population est réalisée tous les cinq ans, les populations de référence des années intermédiaires étant quant à elles estimées par interpolation ou extrapolation. Pour la commune, le premier recensement exhaustif entrant dans le cadre du nouveau dispositif a été réalisé en 2004.

En 2022, la commune comptait 490 habitants, en évolution de +10,11 % par rapport à 2016 (Savoie : +3,63 %, France hors Mayotte : +2,11 %).
| 1793 | 1800  | 1806  | 1822  | 1838 | 1848  | 1858 | 1861 | 1866 |
| ---- | ----- | ----- | ----- | ---- | ----- | ---- | ---- | ---- |
| 887  | 1 012 | 1 030 | 1 195 | 988  | 1 035 | 803  | 822  | 826  |

| 1872 | 1876 | 1881 | 1886 | 1891 | 1896 | 1901 | 1906 | 1911 |
| ---- | ---- | ---- | ---- | ---- | ---- | ---- | ---- | ---- |
| 774  | 775  | 771  | 765  | 786  | 794  | 780  | 777  | 728  |

| 1921 | 1926 | 1931 | 1936 | 1946 | 1954 | 1962 | 1968 | 1975 |
| ---- | ---- | ---- | ---- | ---- | ---- | ---- | ---- | ---- |
| 644  | 665  | 563  | 570  | 632  | 531  | 424  | 405  | 341  |

| 1982 | 1990 | 1999 | 2004 | 2006 | 2009 | 2014 | 2019 | 2022 |
| ---- | ---- | ---- | ---- | ---- | ---- | ---- | ---- | ---- |
| 402  | 416  | 418  | 402  | 407  | 409  | 438  | 472  | 490  |

## Culture locale et patrimoine

### Lieux et monuments
- Église Saint-Nicolas[16],   Inscrit MH (1989) : de style baroque[17].

Plusieurs scènes du film Le crime est notre affaire ont été tournées dans la commune dont une scène à l'intérieur de l'église, une scène dans un restaurant de la commune et une scène dans la rue principale.

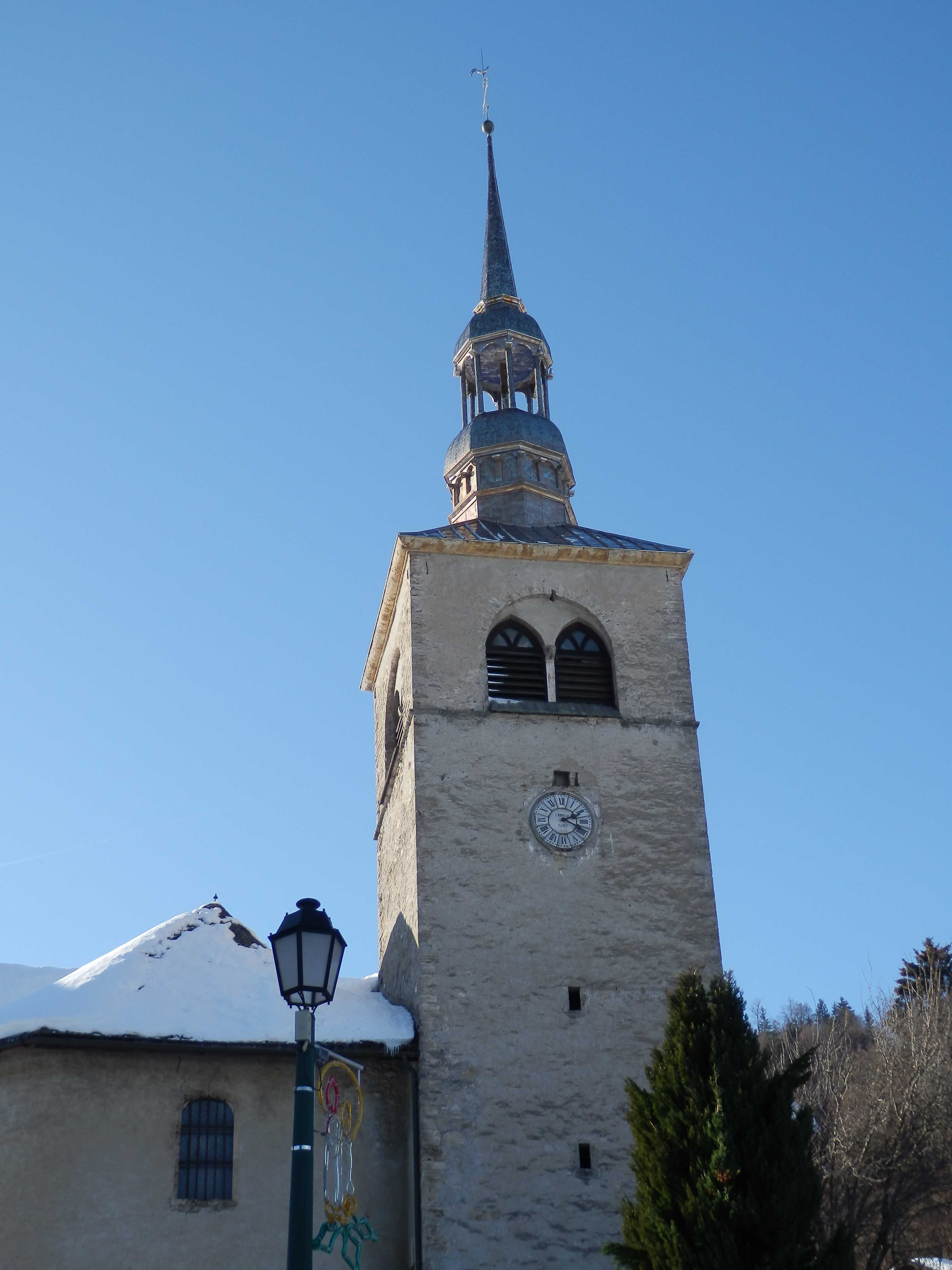
Le clocher de l'église.

- Église Saint-François-de-Sales de Chaucisse (1818)[18], comportant un orgue classé[19].

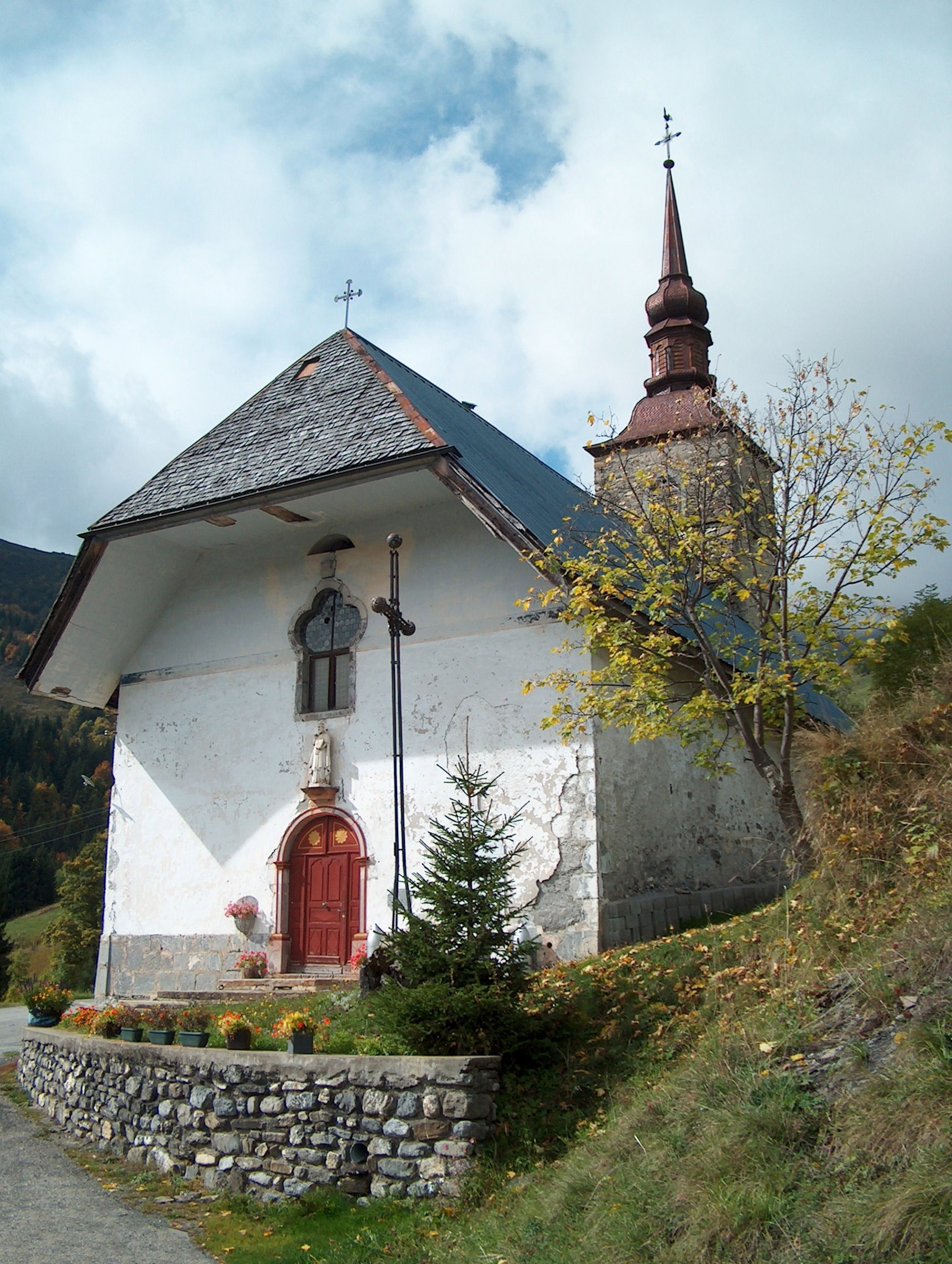
L'église
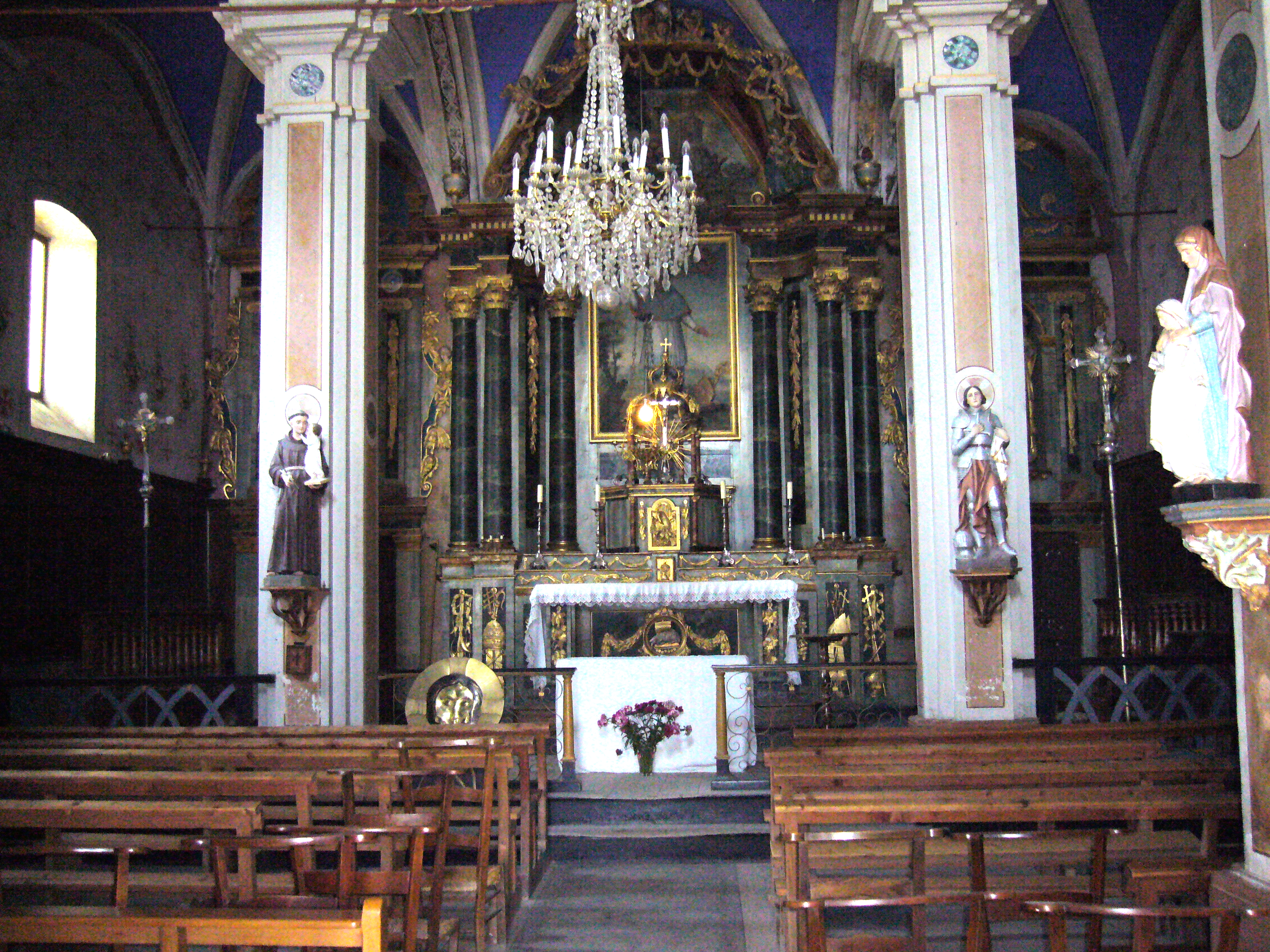
Le chœur
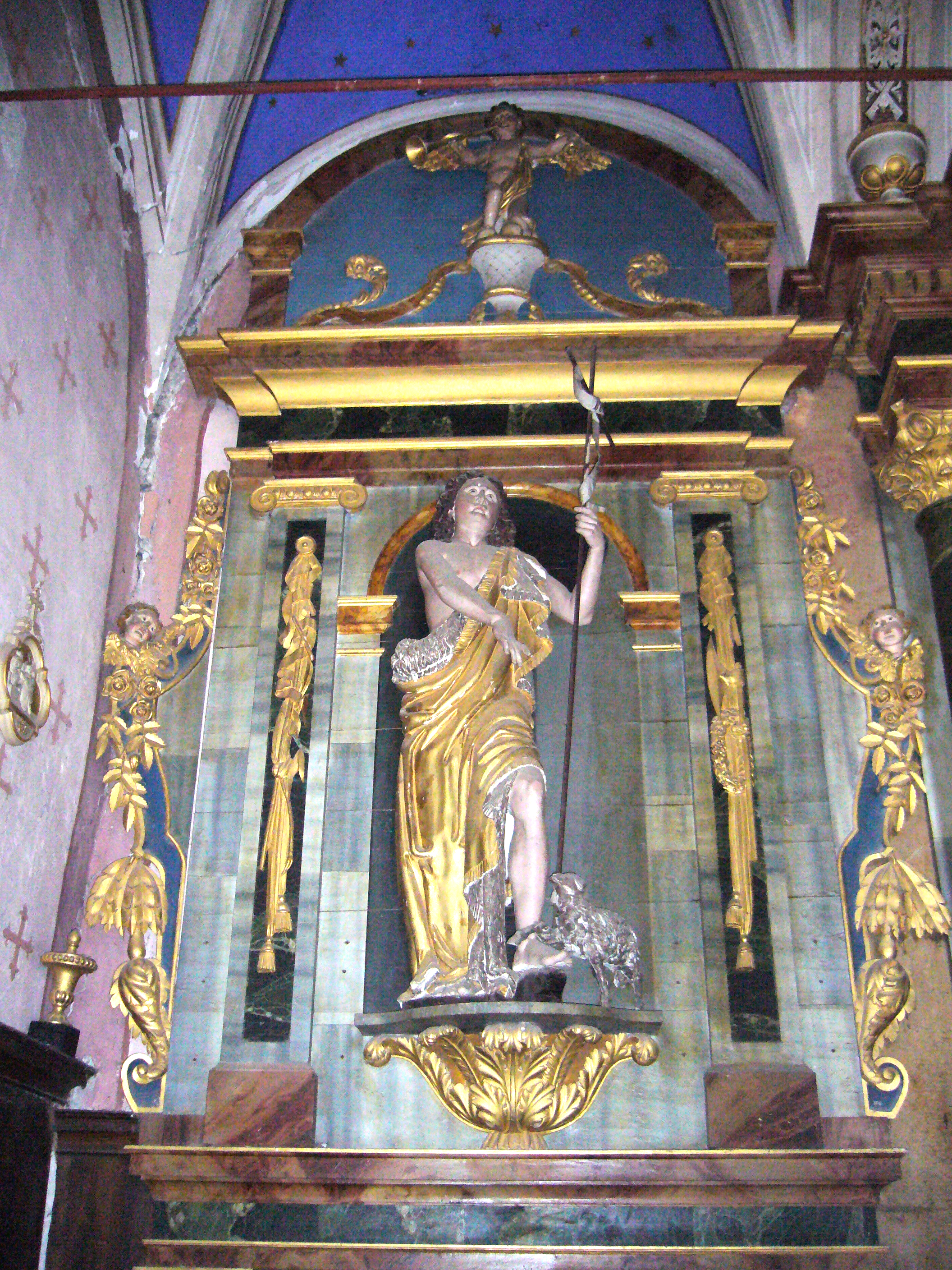
Statue de Saint Jean Baptiste
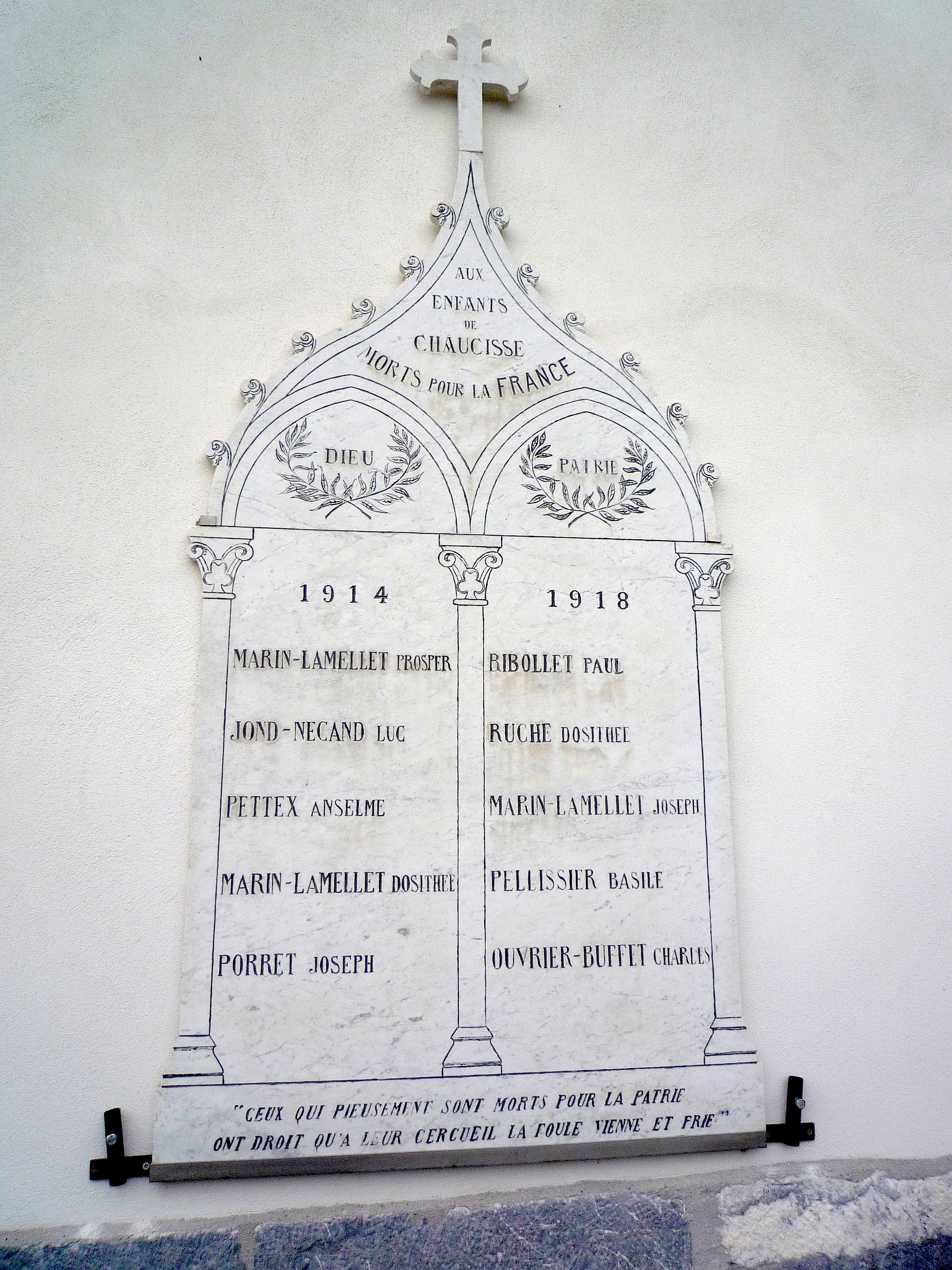
Le monument aux morts

- Le Presbytère de Chaucisse (1824)

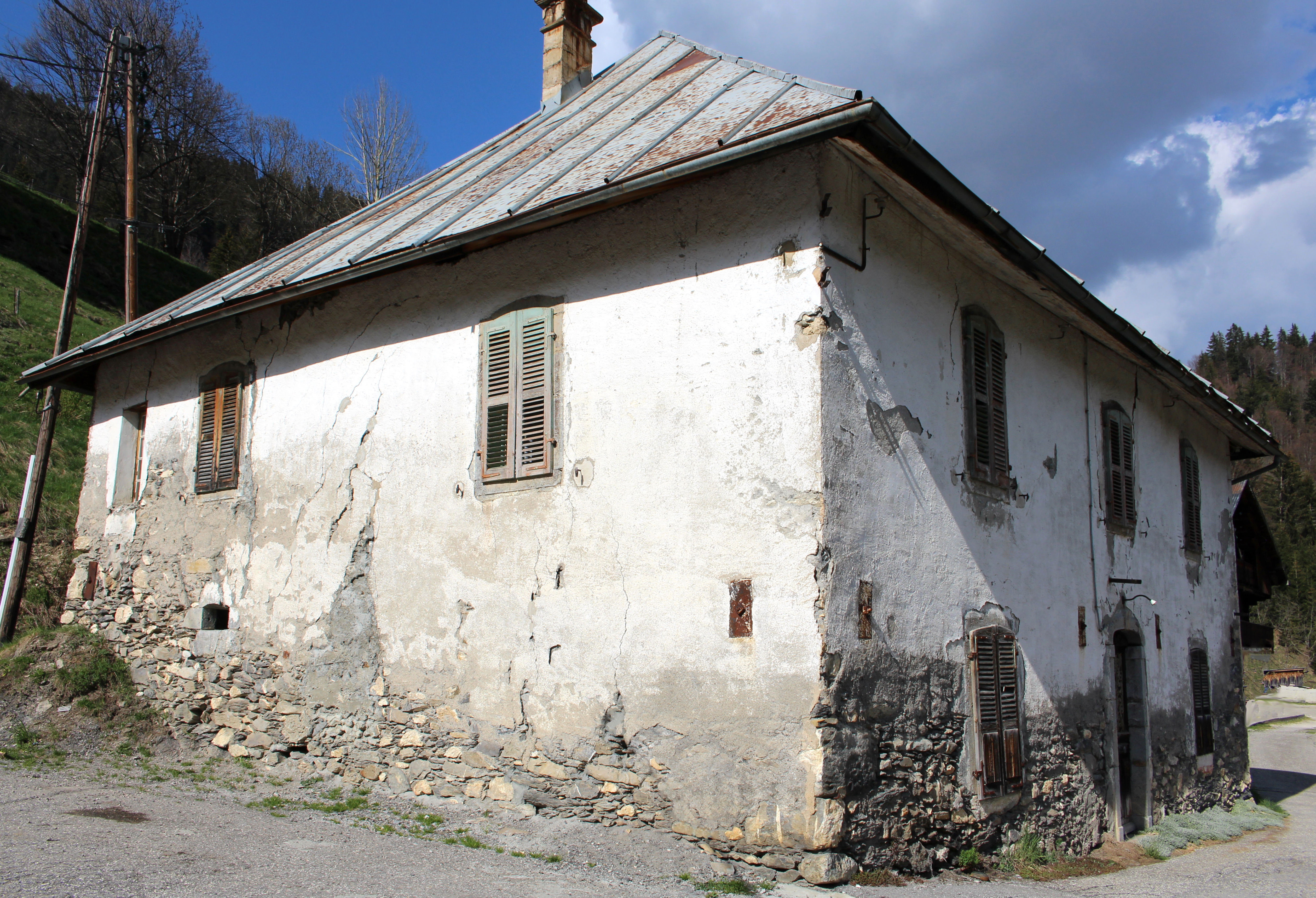
Le Presbytère

Le presbytère du hameau de Chaucisse est au coeur d'une polémique entre la municipalité qui souhaite démolir le bâtiment (lequel ne serait plus aux normes de sécurité selon le maire) et une partie des habitants, représentée par l'association Avenir de Chaucisse, qui souhaite sa rénovation et sa mise en valeur. Le conflit n'est toujours pas tranché et a bénéficié d'une couverture médiatique régionale et même nationale.

### Personnalités liées à la commune
- Famille de Bieux, souvent qualifiés « improprement » de « comtes de Flumet »  (Amédée de Foras), mais ils sont comtes de Saint-Nicolas-la-Chapelle en 1699. La famille s'est éteinte en 1822[24]
- Carolina Ruiz Castillo, skieuse alpine espagnole, formée à l'école de ski internationale S.E.K. de la commune
- Christian Combaz, écrivain
- Lucien Harmegnies, homme politique belge qui fonda dans la commune un centre social, Marcinelle-en-Montagne, et qui y décéda